# Blairsville (Pensilvania)
Blairsville es un borough ubicado en el condado de Indiana en el estado estadounidense de Pensilvania. En el año 2000 tenía una población de 3,607 habitantes y una densidad poblacional de 1,000 personas por km².

## Geografía
Blairsville se encuentra ubicado en las coordenadas 40°25′56″N 79°15′47″O / 40.43222, -79.26306.

## Demografía
Según la Oficina del Censo en 2000 los ingresos medios por hogar en la localidad eran de $30,625 y los ingresos medios por familia eran $38,585. Los hombres tenían unos ingresos medios de $32,563 frente a los $22,049 para las mujeres. La renta per cápita para la localidad era de $16,771. Alrededor del 11.2% de la población estaba por debajo del umbral de pobreza.